# 布蘭登·夫洛爾
布蘭登·夫洛爾（Brandon Flowers，1981年6月21日—）是美國獨立搖滾樂團殺手（The Killers）的主唱和鍵盤手。

## 傳記
布蘭登在1981年6月21日出生於美國內華達州拉斯維加斯，他的父母分別是蘇格蘭和立陶宛血統，之後他們在猶他州尼法市將布蘭登撫養長大。布蘭登的父親在拉斯維加斯的賭場擔任傳達員（bellman）以及商品小販，他的母親則是一位家庭主婦。布蘭登認為他對流行的品味是受到他姊姊的影響。他的父母曾要求他去上鋼琴課，但布蘭登自己表示他的音樂技巧都是來自他的哥哥夏恩（Shane），夏恩播放了史密斯合唱團（The Smiths）的音樂錄影帶，以及U2的《Rattle and Hum》電影給他看。此外，布蘭登也提到夏恩經常會詢問他對於音樂和相關事物的看法。
在2005年8月2日，布蘭登和交往已久的女友塔娜·蒙布羅絲姬（Tana Munblowsky）在夏威夷與行婚禮。布蘭登和塔娜是在拉斯維加斯的成衣零售店「Urban Outfitters」認識，塔娜在殺手樂團獲得商業成功之前在該店工作。在塔娜加入摩爾门教和與布蘭登結婚前，兩人交往期間長達四年。

## 爭議
雖然身為摩爾门教徒，但布蘭登在過去有吸菸和飲酒的習慣，這樣的行為違反了後期聖徒教會的智慧語（Word of Wisdom）。然而布蘭登表示他是屬於一個「非常寬鬆的教會」。在2005年8月的《滾石雜誌》專訪中，布蘭登提到他試著戒煙，之後在2006年11月22日，布蘭登利用德國醫師開給他的洋甘菊處方成功戒煙。
殺手樂團在表演時，團員間經常會有類似同性戀的互動遊戲，也會在拉斯維加斯的變裝俱樂部（drag club）中表演。歌曲《Andy, You're a Star》、《Where the White Boys Dance》和成功單曲《Somebody Told Me》中都包含有性別混淆的歌詞。布蘭登因此被一些評論認為是都會美型男（metrosexuality）的代表人物，由於他十分注重時尚流行、美容，甚至化妝。回應這樣的推測，布蘭登在《Genre》雜誌2005年的一次專訪中表示：「大家都可以自由解釋《Andy, You're a Star》一曲的含意」。這與他之前在《QLas Vegas》2004年訪問中談到的內容相互抵觸，當時他說在就讀高中期間，加入男子運動社團對他帶來很大的壓迫感。當被問到關於男子運動社團時，他回應他「非常了解自己的性別」，但當時他的行為的確如同女性一般。。布蘭登也認為自己在性別認同上的一些混淆「並不是什麼壞事」 ，但他說「我並不是同志」  。
布蘭登也經常挑起殺手樂團和其他樂團之間的爭端，例如大無畏樂團（The Bravery）、打倒男孩（Fall Out Boy）和迪斯可癟三（Panic! at the Disco），他最著名的發言是暗示 emo 音樂早已「岌岌可危」。在2006年7月，他於 AOL Music 的專訪中致歉，他說「我要收回所有那些我說過的話。這些人是在做他們想做的事情，我也是一樣... 我其實是一個好人，而且我也很喜歡大家。我只是太頑固，有時候還有點忌妒。而這並非我引以為傲的事情。」大無畏樂團的主唱山姆·安迪寇特（Sam Endicott）和打倒男孩的彼特·溫茲據報導在這篇文章發行期間接到了來自布蘭登的電話道歉，而他們也接受了。布蘭登曾批評迪斯可癟三的音樂，他表示「我其實根本搞不懂他們的音樂在幹嘛，更別說是喜歡了...但一想到他們可能是我們（殺手樂團）的歌迷，而我卻這樣傷害了他們，我覺得很糟糕。這真是太蠢了。」布蘭登也因認為年輕歲月樂團（Green Day）有不當的反美國主義而批評過他們。其中布蘭登特別討厭年輕歲月樂團在英國演出〈美國大白癡〉（American Idiot）這首歌曲的一段影片，他說「我真的覺得這實在很沒有水準。在英國或德國之類的地方演唱那首歌曲，那些年輕聽眾完全誤會歌曲的意義。」

## 专辑
- Flamingo (2010)
- The Desired Effect (2015)

## 其他
- 他贏得2005年「新音樂快遞獎」（NME Awards）中的「最佳穿著」和「最性感男人」獎項。[10]

## 資料來源
1. ↑  .   [2007-03-29]. （原始内容存档于2008-10-06）.
2. 1 2 3 4   Arjan Timmermans（2005）"Arranging Flowers" 的存檔，存档日期2007-05-21. Genre Magazine
3. ↑  VH1（2005）Killers Singer Brandon Flowers Marries Longtime Girlfriend 的存檔，存档日期2006-09-08. VH1.com（2006年10月14日引用）
4. ↑  Arjan（2005）布蘭登·夫洛爾專訪 （页面存档备份，存于） ArjanWrites.com（2006年4月12日引用）
5. ↑  《QLas Vegas》雜誌2004年8月號
6. ↑  Heather Adler（2006年10月12日）Killers frontman Brandon Flowers tells Dose.ca he does like girls, doesn't like Rolling Stone 的存檔，存档日期2006-10-31.
7. ↑  （2004年）Lethal Weapon 的存檔，存档日期2007-09-28. Q Magazine（2006年1月1日引用）
8. ↑  .   [2007-03-29]. （原始内容存档于2006-08-14）.
9. ↑  http://www.buzznet.com/tags/brandon%20flowers/journals/57640%5B%5D
10. ↑  （2005年）"Shockwave NME Awards - The Winners （页面存档备份，存于） NME.com（2006年4月12日引用）

## 外部連結
- 布蘭登·夫洛爾 （页面存档备份，存于）在網際網路電影資料庫（IMDb）
- 由安德魯·坎道爾（Andrew Kendall）拍攝的照片，他是《NME》 雜誌約聘攝影師
- Former BYU's student's brother is lead singer of the Killers （页面存档备份，存于），由 Erin Pierce 和 Dan Monson 進行的專訪。
- 改變我的人生的音樂：布蘭登·夫洛爾，由 Kyle Anderson 進行的專訪，出自《Spin》雜誌
- Songs of Praise （页面存档备份，存于），Craig McLean 與殺手樂團主唱的對談，出自《觀察報》（The Observer）
- 殺手樂團官方網站 （页面存档备份，存于）（Island Records）
- 殺手樂團英國官方網站（Vertigo）